# Base aérienne 108 Marignane
La Base aérienne 108  était une base de  Armée de l'air sur la commune de Marignane dans le département des Bouches-du-Rhône.

## Histoire

### Base de l'Armée de l'Air
La 8e escadre de chasse a été basée sur la BA108 entre le 1er janvier 1936 et le 1er mai 1939. Elle volait sur Dewoitine D.500 puis sur Dewoitine D.510. La base accueillait également la 23e escadre de Bombardement Moyen volant sur Lioré et Olivier LeO 451.

### Base de la Sécurité civile
Dissoute, la BA108 est rattachée à l'aéroport de Marseille-Marignane. Le 25 juin 1963, Marignane devient la Base d’avions de la Sécurité civile (BASC), accueillant initialement deux bombardiers d'eau Consolidated PBY Catalina. À partir de 1969, la flotte est complétée par des Canadair CL-215 (remplacés par des Canadair CL-415), puis des Tracker S-2FT, Douglas DC-6 (remplacés par des Lockheed C-130 Hercules) et enfin des Dash 8-Q400. Un Beech 200 est également utilisé en tant qu'avion de liaison.
En 2017, la flotte aérienne est transférée à la Base de Nîmes-Garons (ex-BAN Nîmes-Garons). Marignane continue cependant d'accueillir une Base Hélicoptère Sécurité Civile. 